# Storborgarn
Storborgarn är en sjö i Örnsköldsviks kommun i Ångermanland och ingår i Gideälvens huvudavrinningsområde. Sjön är 10 meter djup, har en yta på 4,74 kvadratkilometer och befinner sig 272 meter över havet. Storborgarn ligger i Hemlingsån Natura 2000-område. Sjön avvattnas av vattendraget Lillån. Den östra delen av Storborgarn - Kalven - är nästan helt avskuren via ett smalt sund, det så kallade Kalvshålet. 
På Storborgarns nordöstra sida ligger byn Storborgarn.

## Delavrinningsområde
Storborgarn ingår i det delavrinningsområde (706483-162228) som SMHI kallar för Utloppet av Storborgaren. Medelhöjden är 294 meter över havet och ytan är 18,7 kvadratkilometer. Det finns ett avrinningsområde uppströms, och räknas det in blir den ackumulerade arean 23,01 kvadratkilometer. Lillån avvattnar avrinningsområdet och vattnet fortsätter därefter via Borgarån, Hemlingsån och Gideälven innan det når havet efter 81 kilometer. Avrinningsområdet består mestadels av skog (62 procent). Avrinningsområdet har 4,74 kvadratkilometer vattenytor vilket ger det en sjöprocent på 25,3 procent.